# Pendálofo (Étolie-Acarnanie)
Pendálofo, en grec moderne : Πεντάλοφο, est un village du dème de la ville sainte de Missolonghi, district régional d’Étolie-Acarnanie, en Grèce-Occidentale.
Selon le recensement de 2011, la population du village s'élève à 889 habitants.